# Чемпионат Германии по фигурному катанию 2017
Чемпионат Германии по фигурному катанию 2017 (нем. Deutsche Meisterschaften im Eiskunstlaufen 2017) — соревнование по фигурному катанию среди спортсменов Германии сезона 2016—2017 годов.
Спортсмены соревновались в мужском и женском одиночном катании, парном фигурном катании и в спортивных танцах на льду.
Чемпионат прошёл в Ледовом дворце имени Эрики Хес в столице страны Берлине с 16 по 17 декабря 2016 года.
Это тридцать первый чемпионат Германии который принимал этот город (учитывая и Западный Берлин). Что является рекордом для немецких городов, последний раз город принимал чемпионат в 2006 году.
Там же и в то время прошло первенство Германии по фигурному катанию среди юниоров-синхронистов.

## Результаты

### Мужчины
| Место | Имена           | Регион           | Сумма баллов | SP | SP    | FS | FS     |
| ----- | --------------- | ---------------- | ------------ | -- | ----- | -- | ------ |
| 1     | Петер Либерс    | Берлин           | 222.83       | 1  | 78.13 | 1  | 144.70 |
| 2     | Пауль Фенц      | Берлин           | 218.63       | 2  | 74.42 | 2  | 144.21 |
| 3     | Франц Штройбель | Бавария          | 210.26       | 3  | 72.19 | 3  | 138.07 |
| 4     | Антон Кемпф     | Бавария          | 166.37       | 4  | 58.03 | 4  | 108.34 |
| 5     | Фабиан Пионтек  | Бавария          | 153.39       | 5  | 49.93 | 5  | 103.46 |
| 6     | Даве Кёттинг    | Баден-Вюртемберг | 128.09       | 6  | 38.50 | 6  | 89.59  |

### Женщины
| Место | Фигуристка            | Регион           | Сумма баллов | SP | SP    | FS | FS     |
| ----- | --------------------- | ---------------- | ------------ | -- | ----- | -- | ------ |
| 1     | Натали Вайнцирль      | Баден-Вюртемберг | 168.26       | 1  | 63.66 | 1  | 104.60 |
| 2     | Леа-Йоханна Дастих    | Саксония         | 139.87       | 2  | 46.05 | 2  | 93.82  |
| 3     | Анника Гокке          | Берлин           | 135.44       | 3  | 45.86 | 3  | 89.58  |
| 4     | Кристина Исаев        | Баден-Вюртемберг | 125.23       | 4  | 44.34 | 4  | 80.89  |
| 5     | Алина Майер           | Бавария          | 102.32       | 5  | 35.76 | 5  | 66.56  |
| WD    | Мария-Катарина Герцег | Бавария          |              |    |       |    |        |

WD = фигуристка снялась с соревнований.

### Спортивные пары
| Место | Спортсмены                         | Регион                           | Сумма баллов | SD | SD    | FD | FD     |
| ----- | ---------------------------------- | -------------------------------- | ------------ | -- | ----- | -- | ------ |
| 1     | Мари Вартман / Рубен Бломмерт      | Северный Рейн-Вестфалия / Берлин | 180.90       | 1  | 61.22 | 1  | 119.68 |
| WD    | Минерва Фабьен Хазе / Нолан Зегерт | Берлин                           |              | 2  | 47.74 |    |        |

WD = фигуристы снялась с соревнований.

### Танцы на льду
| Место | Спортсмены                             | Регион                            | Сумма баллов | SD | SD    | FD | FD     |
| ----- | -------------------------------------- | --------------------------------- | ------------ | -- | ----- | -- | ------ |
| 1     | Кавита Лоренц / Панагиотис Политцвакис | Бавария                           | 172.20       | 1  | 67.24 | 1  | 104.96 |
| 2     | Катарина Мюллер / Тим Дик              | Бавария / Северный Рейн-Вестфалия | 146.88       | 2  | 63.44 | 4  | 83.44  |
| 3     | Шари Кох / Кристиан Нюхтерн            | Бавария/Северный Рейн-Вестфалия   | 143.94       | 3  | 59.84 | 3  | 84.10  |
| 4     | Дженнифер Урбан / Беньямин Штеффан     | Берлин/Саксония                   | 142.15       | 4  | 53.75 | 2  | 88.40  |